# BiiN
BiiNは、インテルとシーメンスの共同研究開発プロジェクトのために作られた企業であり、特注のマイクロプロセッサを使ってフォールトトレラントな高性能マルチプロセッサコンピュータを作ることを目的としていた。BiiNはIntel iAPX 432マルチプロセッサプロジェクトの発展したものであり、Intel iPSCやnCUBEを後に生み出す元となった。
この企業は1989年10月に事業を停止し、1990年4月に解散した。売り上げは全くなかった。しかし特注プロセッサの機能削減版は後にIntel i960として商用化され、1990年代中盤にはある程度人気となった。プロジェクト失敗の原因はインテルの管理能力の無さにあったと言われている。

## 歴史
1982年、BiiNはインテルとシーメンスが資金を折半してGeminiというコード名の研究プロジェクトとして始まった。プロジェクトの目的はいわゆるミッションクリティカルといわれる領域向けのコンピュータを完全なシステムとして設計し製作することであった。その用途は、オンライントランザクション処理、工業制御(原子炉の管理など)、軍用のダウンしないコンピュータ、国営テレビ放送などである。研究開発の中心テーマは幅広く、マルチプロセッサ、ファイル分散、動的切り替え可能なフォールトトレランス、高度なセキュリティなどである。シーメンスは原子炉制御での使用を目的としていてエネルギー部門が出資していて、インテルが技術を提供した。プロジェクトはシーメンスとインテル双方の管理者と技術者が集まって構成された。
シーメンスもインテルもこれが完成したらどう販売していくかを考えていなかったが、1985年にプロジェクトはBiiN Partnersとなり、1988年6月にはインテルとシーメンスの完全子会社として企業となった。またインテルはアメリカ政府に販売するときにFOCI問題(外国企業の製品の政府調達を禁止した法律。スーパーコンピュータ問題で有名)を避けるため別の子会社BiiN Federal Systemsも設立している。インテルが全ての半導体製品の権利を持ち、シーメンスにライセンスを与え、シーメンスがソフトウェアと文書の権利を持ってインテルにライセンスを与えるという契約であった。
BiiNは、並列コンピューティング市場(シークエント・コンピュータ、ピラミッド・テクノロジー、アライアント・コンピュータなどが活動)ではなく、フォールトトレラント市場(タンデムコンピューターズ、ストラタス・コンピュータが対抗)に向けた設計を行った。他の企業に対抗するため、最初の設計は他のベンダーに比較して高性能となるよう心がけて行われた。インテルとシーメンスが何も出荷していないプロジェクトに3億ドルも出資したころ、やっとシステムが発売できる状況となった。
1989年、シーメンスは組織改編があり、エネルギー部門が自身のコンピュータ部門を持つことになった。そこでは長年シークエント・コンピュータと関わりが深く、BiiNのシステムがシークエントのシステムにない利点を持つことは疑わしかった。さらにインテルとシーメンスは今後の出資について折り合いがつかず、結果としてこのベンチャーは終了した。事前のいくつかの注文はキャンセルされ、その技術は基本的には消滅した。
プロジェクトを終了させるにあたって、インテルはBiiNでのCPUの設計を使って、後のi960を作ることになる。このとき、設計の中の最も先進的な部分(複雑なタグ付メモリシステム、タスク制御システム、多くのマイクロコード、FPUなど)は削除された。結果として取り出されたコアは組み込みプロセッサとして使われた。インテルがStrongARMに乗り換えるまでの1990年代はi960はインテルの人気製品のひとつであった。
また、Hughes Aircraft はBiiNのプロセッサの設計のライセンス供与を受け、最新鋭戦闘機(F-22ラプター)で使用している。

## 詳細
BiiNシステムの鍵は960 MXプロセッサである。Intel iAPX 432をRISCベースに設計しなおしたものであった。i432と同様、960 MX はタグ付メモリを採用し完全なメモリ保護機能を持っていた(一般的なCPUはプログラム間のメモリ保護機能はあるが、タグ付メモリではプログラム内のメモリ保護機能も有する)。また、タスク制御のための命令セットを持っており、そのための複雑なマイクロコードを有している。
i432とは異なり、960 MX は性能が良かった。これは中核となる命令セットを劇的に減らし、FPUを含めた全てのCPU機能をひとつのチップに集積できたことによる。CPUはI/Oサポートプロセッサと8～16MバイトのRAMを搭載した基板に置かれる。
システムとしては二種類が設計された。BiiN 20はエントリーレベルのマシンで、2プロセッサを持ち、ディスクキャッシュを擁していた。BiiN 60は、8プロセッサである。どちらのマシンもより大きなシステムの一部として使用できる。
BiiNの興味深い機能は、タンデムのシステムのようにフォールトトレラント性を持たせるようにCPUを構成することもできるし、ピラミッドやシークエントのように並列コンピューティング向きのCPU構成にすることもできたことである。ユーザは必要に応じてシステムを構築することができ、動作中であっても構成を変更することが可能だった。「障害チェックモード」では、プロセッサはペアで動作して互いに相手をチェックしながら処理を行う。エラーが発生するとそのプロセッサペアが停止し回路的にどちらが障害となっているかを判別できる。障害となったプロセッサはシステムから外され、コンピュータが再スタートする。「連続操作モード」は上記のペアがさらに二重化され、一方のペアで障害が発生しても連続動作が可能となっていた。